# Zalate de los Ibarra
Zalate de los Ibarra är en ort i Mexiko.   Den ligger i kommunen Culiacán och delstaten Sinaloa, i den västra delen av landet, 1 100 km nordväst om huvudstaden Mexico City. Zalate de los Ibarra ligger 228 meter över havet och antalet invånare är 170.
Terrängen runt Zalate de los Ibarra är kuperad åt nordost, men åt sydväst är den platt. Runt Zalate de los Ibarra är det ganska glesbefolkat, med 28 invånare per kvadratkilometer. Närmaste större samhälle är Palmar de los Ríos, 17,9 km nordväst om Zalate de los Ibarra. I omgivningarna runt Zalate de los Ibarra växer i huvudsak lövfällande lövskog.